# کنترباس
کُنترباس (به فرانسوی: contrebasse)، بزرگ‌ترین و بمترین ساز زهی آرشه‌ای ارکستر است که یا به وسیلهٔ آرشه، یا از طریق زخمه زدن (پیتزیکاتو) نواخته می‌شود. امروزه این ساز در موسیقی کلاسیک غربی در دستهٔ سازهای زهی نقش مهمی را در ارکستر ایفا می‌کند.
کنترباس نه‌تنها در موسیقی کلاسیک غربی، بلکه در دیگر سبک‌های موسیقی مانند جاز، بلوز و راک اند رول کاربرد دارد.

## ویژگی
- کنتر باس بزرگ‌ترین ساز خانوادهٔ زهی – آرشه‌ای‌ها محسوب می‌شود.
- دارای بم‌ترین گسترهٔ صوتی در خانوادهٔ زهی – آرشه‌ای‌ها به‌شمار می‌رود.

کوک سیم‌های این ساز به ترتیب از زیر به بم عبارت است از:
- سُل (سیم اول)، رِ (سیم دوم)، لا (سیم سوم)، و می (سیم چهارم).
- سیم‌های کنترباس برعکس سیم‌های ویلن کوک می‌شوند.
- این ساز یک اکتاو بم‌تر از نت نوشته‌شده صدا می‌دهد.
- نت این ساز را با کلید فا خط چهارم می‌نویسند.
- این ساز دارای ۴ سیم است، اما نمونه‌های ۵ سیمهٔ این ساز نیز وجود دارد. (کنترباس‌های ۵سیمه قادرند ۴ نت بم‌تر از کنترباس‌های ۴سیمه اجرا کنند)
- سیم‌های کنترباس با فاصله چهارم درست کوک می‌شوند. اولین سیم کنترباس زیرترین کوک را دارد.

## پیشینه
از کنترباس به عنوان تنها ساز مدرن خانوادهٔ ویولا دا گامبا نام برده می‌شود؛ خانواده‌ای که اصلیت اروپایی دارد و در قرن پانزدهم میلادی پدید آمد. به همین خاطر می‌توانیم به این ساز «ویول‌بیس» نیز بگوییم. با این حال، این مسئله که آیا کنترباس مستقیماً از خانوادهٔ ویولا دا گامبا است یا نه، به‌طور کامل به جواب نرسیده‌است.
تا قبل از سدهٔ بیستم میلادی بسیاری از کنترباس‌ها تنها سه سیم داشتند؛ در مقابلِ سازهای معمول خانوادهٔ ویولا دا گامبا که پنج یا شش سیم داشتند، یا سازهای خانوادهٔ ویولون که چهار سیم داشتند.
پال برن، در کتاب تاریخی از کنترباس، با اشاره به چندین منبع می‌گوید کنترباس به عنوان یک بیس حقیقی در خانوادهٔ ویولون ریشه دارد. وی توضیح می‌دهد، در صورتی که شکل ظاهری کنترباس به خانوادهٔ ویولا دا گامبا شبیه می‌باشد، اما ساختمان داخلی‌اش تقریباً با سازهای خانوادهٔ ویولون برابری می‌کند، و با ساختمان داخلی ویولاها بسیار متفاوت است.

## آرشه
برای نواختن کنترباس دو مدل آرشه توسط نوازندگان این ساز استفاده می‌شود:
1. آرشهٔ آلمانی
2. آرشهٔ فرانسوی

از نظر ساختار، در آرشهٔ فرانسوی فاصلهٔ بین فراگ آرشه و چوب کمتر از آرشهٔ آلمانی است. (آرشهٔ فرانسوی شبیه به آرشهٔ دیگر سازهای زهی می‌باشد). هرکدام از این دو نوع آرشه دارای تکنیک نوازندگی متفاوت‌اند.
|  |  |  |